# Listă de filme de acțiune înainte de 1970
Aceasta este o listă de filme de acțiune înainte de 1970:
| 1962                            |                    |                                                            |                                                       |                        |
| Dr. No                          | Terence Young      | Sean Connery                                               | Regatul Unit al Marii Britanii și al Irlandei de Nord | [ 1 ]                  |
| 1963                            |                    |                                                            |                                                       |                        |
| From Russia with Love           | Terence Young      | Sean Connery, Daniela Bianchi, Pedro Armendáriz            | Regatul Unit al Marii Britanii și al Irlandei de Nord | [ 2 ]                  |
| 1964                            |                    |                                                            |                                                       |                        |
| Agent 3S3 - Passport to Hell    | Sergio Sollima     | Georges Ardisson, Georges Riviere, Seyna Seyn              | Franța · Italia                                       | [ 3 ]                  |
| Goldfinger                      | Guy Hamilton       | Sean Connery, Gert Fröbe, Honor Blackman, Harold Sakata    | Regatul Unit al Marii Britanii și al Irlandei de Nord | [ 4 ]                  |
| Greed in the Sun                | Henri Verneuil     | Jean-Paul Belmondo, Lino Ventura, Reginald Kernan          | Franța · Italia                                       | Action comedy          |
| Masquerade                      | Basil Dearden      | Cliff Robertson, Jack Hawkins, Marisa Mell                 | Regatul Unit al Marii Britanii și al Irlandei de Nord | Action comedy          |
| Password: Kill Agent Gordon     | Terence Hathaway   | Roger Browne, Helga Liné, Franco Ressel                    | Statele Unite ale Americii · Spania · Italia          | [ 7 ]                  |
| 1965                            |                    |                                                            |                                                       |                        |
| The 10th Victim                 | Elio Petri         | Marcello Mastroianni, Ursula Andress, Elsa Martinelli      | Italia · Franța                                       | Science fiction action |
| Our Man Flint                   | Daniel Mann        | James Coburn, Lee J. Cobb, Gila Golan                      | Statele Unite ale Americii                            | [ 9 ]                  |
| Red Line 7000                   | Howard Hawks       | James Caan, Laura Devon, Gail Hire                         | Statele Unite ale Americii                            | [ 10 ]                 |
| Operațiunea Thunderball         | Terence Young      | Sean Connery, Claudine Auger, Adolfo Celi                  | Regatul Unit al Marii Britanii și al Irlandei de Nord | Action thriller        |
| 1966                            |                    |                                                            |                                                       |                        |
| Come Drink with Me              | King Hu            | Chen Hung-Lieh, Cheng Pei-Pei, Chung Shen Lao              | Hong Kong                                             | Martial arts film      |
| Faster, Pussycat! Kill! Kill!   | Russ Meyer         | Tura Satana, Haji, Lori Williams                           | Statele Unite ale Americii                            | Action comedy          |
| Lightning Bolt                  | Antonio Margheriti | Anthony Eisley, Diana Lorys, Ursula Parker                 | Italia · Spania                                       | [ 14 ]                 |
| Murderers' Row                  | Henry Levin        | Dean Martin, Ann-Margret, Karl Malden                      | Statele Unite ale Americii                            | [ 15 ]                 |
| The Silencers                   | Phil Karlson       | Dean Martin, Stella Stevens, Daliah Lavi                   | Statele Unite ale Americii                            | [ 16 ]                 |
| 1967                            |                    |                                                            |                                                       |                        |
| The Ambushers                   | Henry Levin        | Dean Martin, Senta Berger, Janice Rule                     | Statele Unite ale Americii                            | [ 17 ]                 |
| The Born Losers                 | Tom Laughlin       | Tom Laughlin, Elizabeth James, Jane Russell                | Statele Unite ale Americii                            | Action thriller        |
| Hells Angels on Wheels          | Richard Rush       | Jack Nicholson, Adam Roarke, Sabrina Scharf                | Statele Unite ale Americii                            | Action thriller        |
| In Like Flint                   | Gordon M. Douglas  | James Coburn, Lee J. Cobb, Jean Hale                       | Statele Unite ale Americii                            | Action comedy          |
| O.S.S. 117: Double Agent        | André Hunebelle    | John Gavin, Curd Jürgens, Margaret Lee                     | Statele Unite ale Americii                            | Action thriller        |
| One Armed Swordsman             | Chang Cheh         | Jimmy Wang Yu, Pan Yin Tze, Chiao Chiao                    | Hong Kong                                             | Martial arts films     |
| You Only Live Twice             | Lewis Gilbert      | Sean Connery, Akiko Wakabayashi, Tetsuro Tamba, Mie Hama   | Regatul Unit al Marii Britanii și al Irlandei de Nord | [ 23 ]                 |
| 1968                            |                    |                                                            |                                                       |                        |
| Bullitt                         | Peter Yates        | Steve McQueen, Robert Vaughn, Jacqueline Bisset            | Statele Unite ale Americii                            | Action thriller        |
| Coogan's Bluff                  | Don Siegel         | Clint Eastwood, Lee J. Cobb, Susan Clark                   | Statele Unite ale Americii                            | Action thriller        |
| Danger: Diabolik                | Mario Bava         | John Phillip Law, Marisa Mell, Michel Piccoli, Adolfo Celi | Italia · Franța                                       | [ 26 ]                 |
| Ice Station Zebra               | John Sturges       | Rock Hudson, Ernest Borgnine, Patrick McGoohan             | Statele Unite ale Americii                            | Action thriller        |
| The Mini-Skirt Mob              | Maury Dexter       | Jeremy Slate, Diane McBain, Sherry Jackson                 | Statele Unite ale Americii                            | Action thriller        |
| The Wrecking Crew               | Phil Karlson       | Dean Martin, Elke Sommer, Sharon Tate                      | Statele Unite ale Americii                            | [ 29 ]                 |
| 1969                            |                    |                                                            |                                                       |                        |
| On Her Majesty's Secret Service | Peter Hunt         | George Lazenby, Diana Rigg, Telly Savalas                  | Regatul Unit al Marii Britanii și al Irlandei de Nord | [ 30 ]                 |
| Shark!                          | Samuel Fuller      | Manuel Alvarado, Carlos Berriochoa, Arthur Kennedy         | Mexic · Statele Unite ale Americii                    | Action thriller        |